# Dicranomyia (Dicranomyia) regifica
Dicranomyia (Dicranomyia) regifica is een tweevleugelige uit de familie steltmuggen (Limoniidae). De soort komt voor in het Neotropisch gebied.